# Верхняя Терраса (станция)
Верхняя Терраса — железнодорожная станция Волго-Камского региона Куйбышевской железной дороги. Расположена в микрорайоне Верхняя Терраса Ульяновска.

## История
До постройки станции здесь была проложена Мелекесская железнодорожная дорога (с 1907 года —  Волго-Бугульминская железная дорога) от станции Часовня-Пристань (у слободы Канава) до станции Мелекесс, а с 1 ноября 1900 года от платформы «Часовня-Пристань» до Мелекесса стал ходить товарный поезд . В 1902 году открылась станция «Часовня-Верхняя». В 1912 году, в 7 верстах от станции «Часовня-Нижняя», для подвоза рабочих, которые строили подъездной путь к строящемуся ж/д Императорскому мосту, открыли ж/д станцию «Часовня-Верхняя». В 1915 году было открыто здание железнодорожного вокзала.
В начале 1917 года, к строящемуся Симбирскому патронному заводу, была проведена железнодорожная ветка к станции «Патронный завод № 3» (ныне о. п. «Завод имени Володарского», код ЕСР 645524).
В июле и сентябре 1918 года здесь проходили бои Гражданской войны.
В 1931 году для разгрузки станции на железнодорожном перегоне был построен железнодорожный разъезд Заволжский.
В 1930-х годах на территории села Алексеевка, разместилась база ВМФ № 948 — склад ГСМ № 2030, к которой была проложена ж/д линия, а военный посёлок называли Городок.
В 1941 году западнее села Верхняя Часовня разместили химсклады войсковой части 95138 и восточнее села — «Арсенал ВМФ № 31», к которым были проведены железнодорожные ветки.
В 1952 году через пути был построен надземный пешеходный мост (в 2012 году на станции был сооружён новый пешеходный мост).
В 1959 году, к строящемуся заводу вычислительных машин и приборов (ВМиП, в дальнейшем — ОАО «Комета») на Верхней Часовне, была проведена железнодорожная ветка.
1 января 1974 года впервые в городе открылось регулярное троллейбусное движение. Троллейбусный  маршрут № 1 прошёл по маршруту «Улица Оренбургская — железнодорожная станция "Верхняя Терраса"».
В 1976 году к строящемуся Ульяновскому авиационно-промышленному комплексу была проведена железнодорожная ветка к станции «Промышленная» (ныне АО «Заволжское ППЖТ»).
В 1986 году к строящемуся Президентскому мосту была проведена железнодорожная ветка.
13 ноября 2009 года, после значительных повреждений причинённых вокзалу, в результате взрывов на ФГУП «31 Арсенал», эксплуатация здания была невозможна ввиду опасности обрушения штукатурного слоя потолка и стен. Для предотвращения дальнейшего разрушения здания железнодорожниками были заменены поврежденные взрывом оконные и дверные проемы. В марте 2012 года вокзал был вновь открыт после ремонта, а в 2013 году вокзальный комплекс был отремонтирован полностью за счёт средств ОАО «РЖД».

## Деятельность
На станции осуществляются:
- Продажа билетов на пассажирские поезда;
- приём и выдача багажа;
- приём и выдача повагонных отправок грузов, допускаемых к хранению на открытых площадках станций;
- приём и выдача грузов повагонными и мелкими отправками, загружаемых целыми вагонами, только на подъездных путях и местах необщего пользования;

## Дальнее следование по станции
По состоянию на декабрь 2018 года через станцию курсируют следующие поезда дальнего следования:

### Круглогодичное движение поездов
| № поезда | Маршрут движения      | № поезда | Маршрут движения      |
| -------- | --------------------- | -------- | --------------------- |
| 63       | Димитровград — Москва | 64       | Москва — Димитровград |
| 115      | Уфа — Москва          | 116      | Москва — Уфа          |
| 347      | Уфа — Санкт-Петербург | 348      | Санкт-Петербург — Уфа |
| 353      | Пермь — Адлер         | 354      | Адлер — Пермь         |
| 391      | Челябинск — Москва    | 392      | Москва — Челябинск    |
| 609      | Уфа — Ульяновск       | 610      | Ульяновск — Уфа       |

### Сезонное движение поездов
| № поезда | Маршрут движения      | № поезда | Маршрут движения      |
| -------- | --------------------- | -------- | --------------------- |
| 251      | Димитровград — Москва | 252      | Москва — Димитровград |
| 451      | Ижевск — Адлер        | 452      | Адлер — Ижевск        |

## Галерея

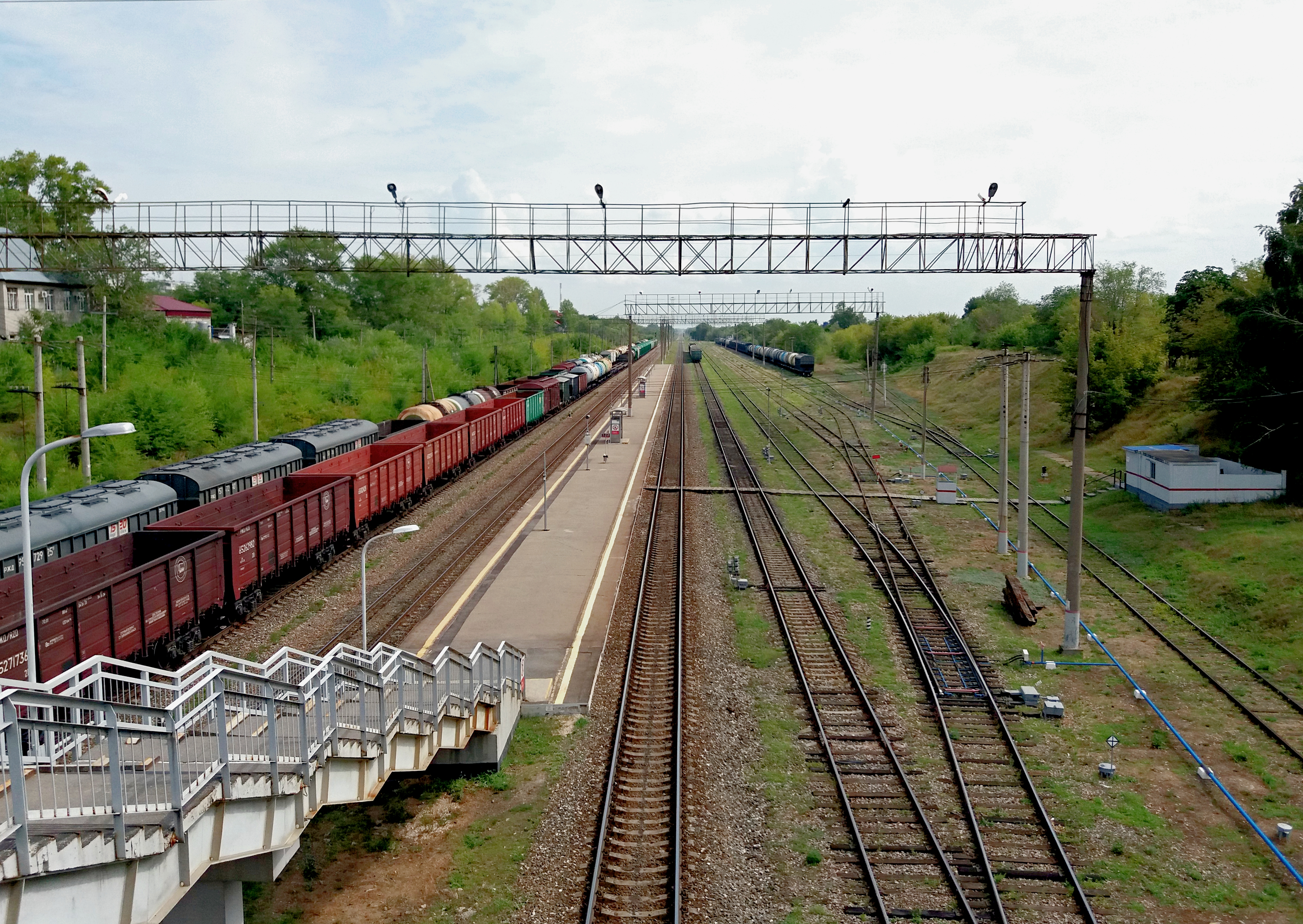
На ж/д станции Верхняя Терраса.
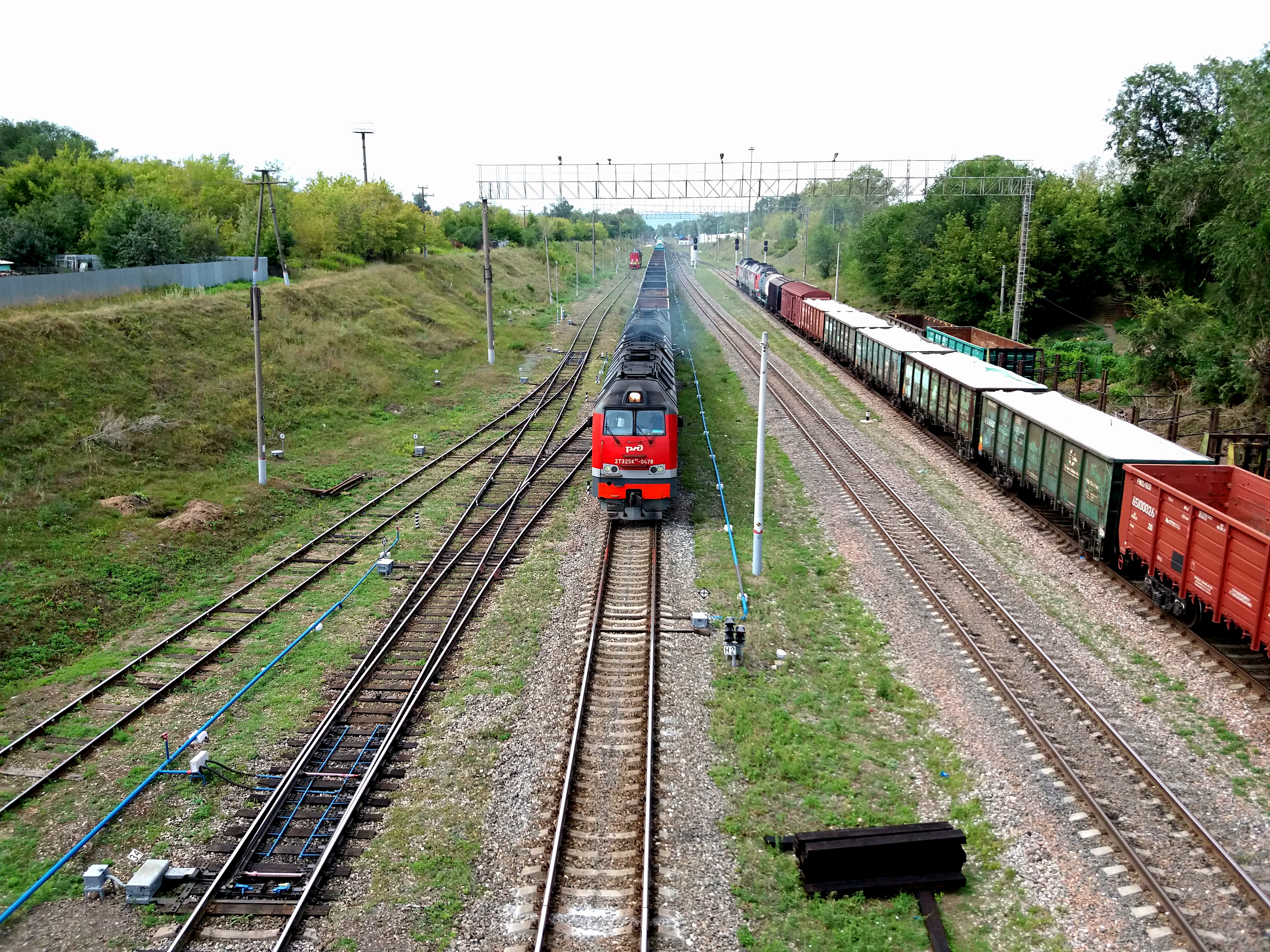
На ж/д станции Верхняя Терраса.
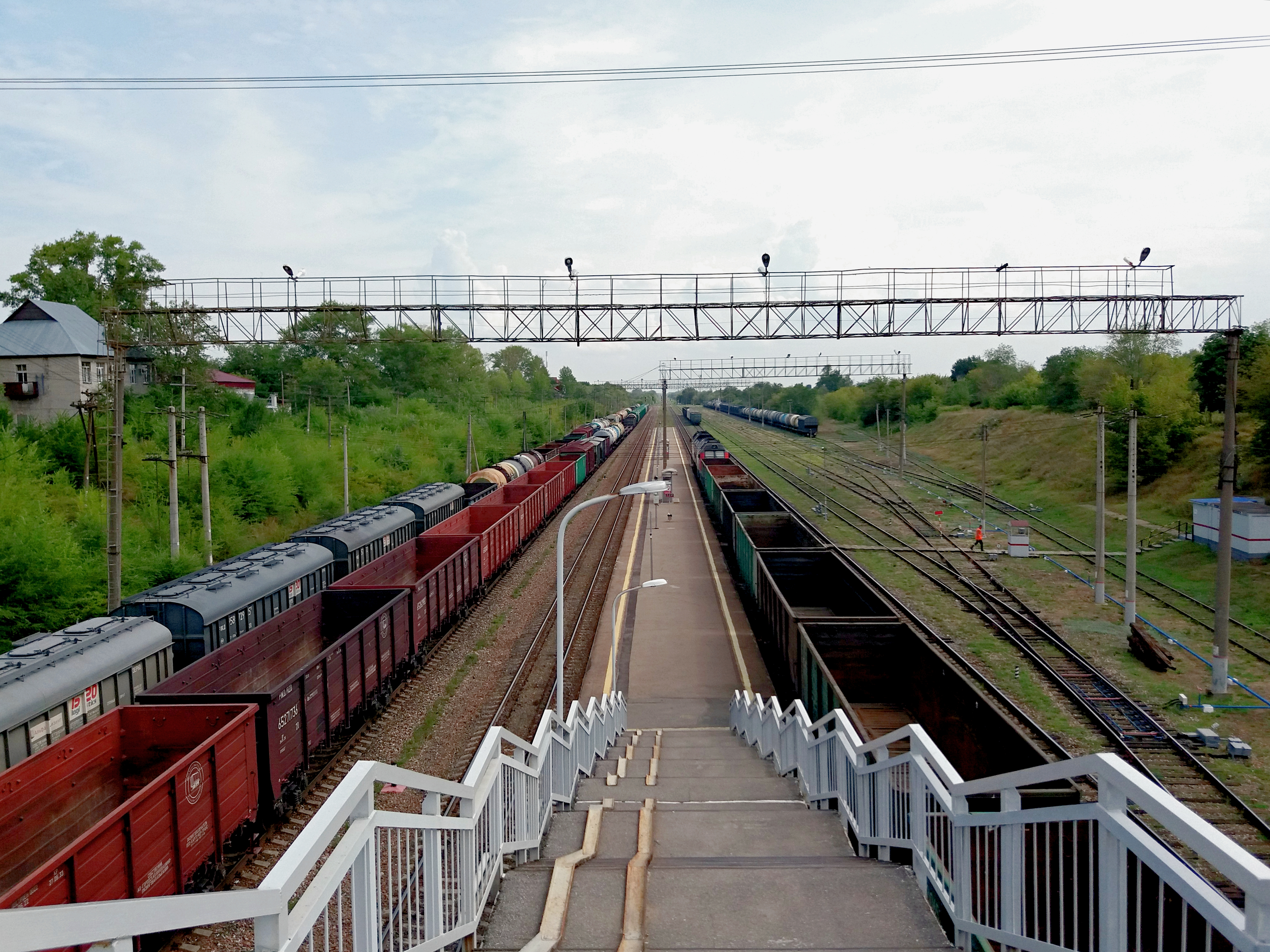
Выход на остановочную платформу островного типа станции.
Памятник «Паровозик».
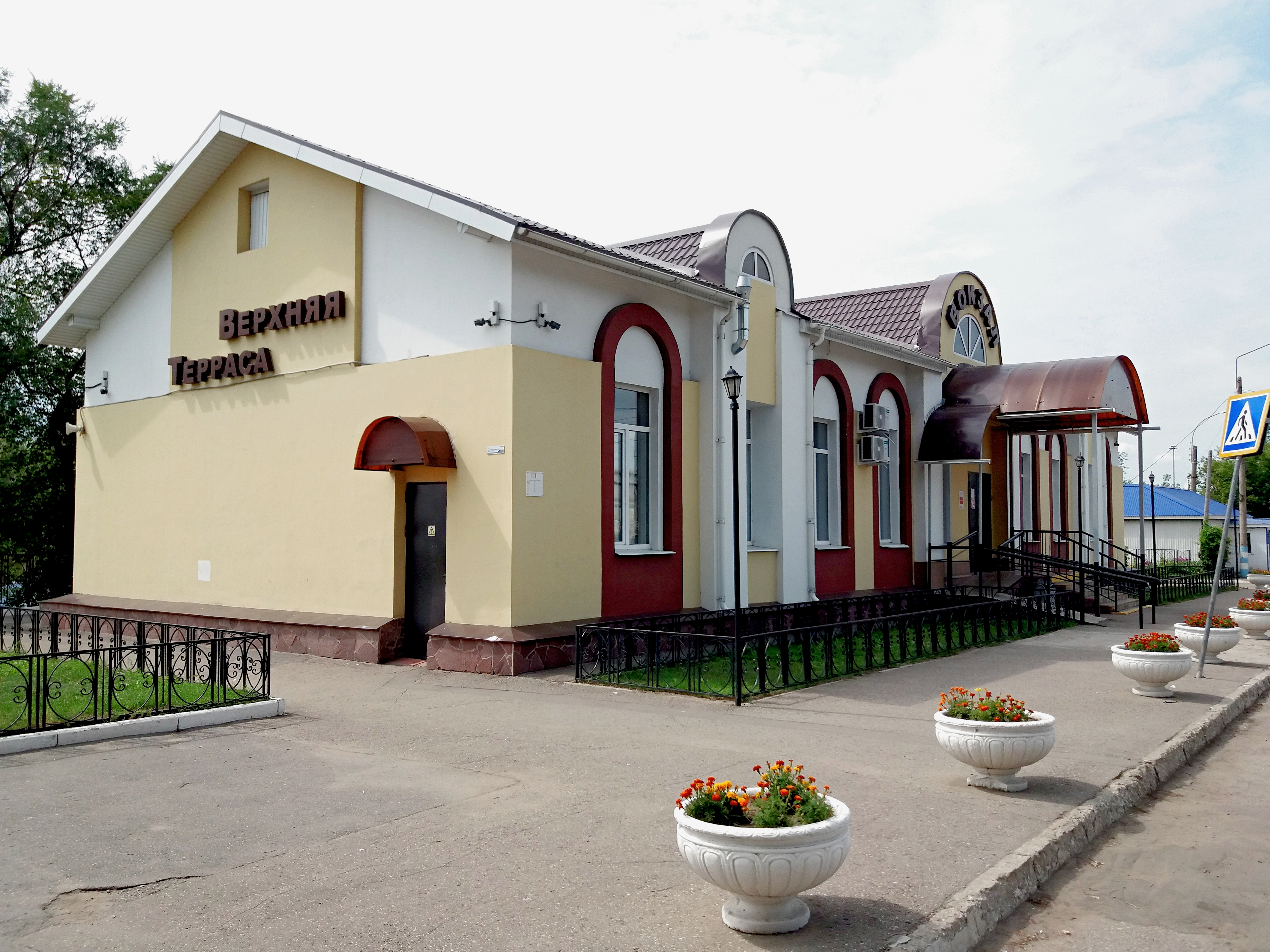
Ж-д вокзал «Верхняя Терраса».
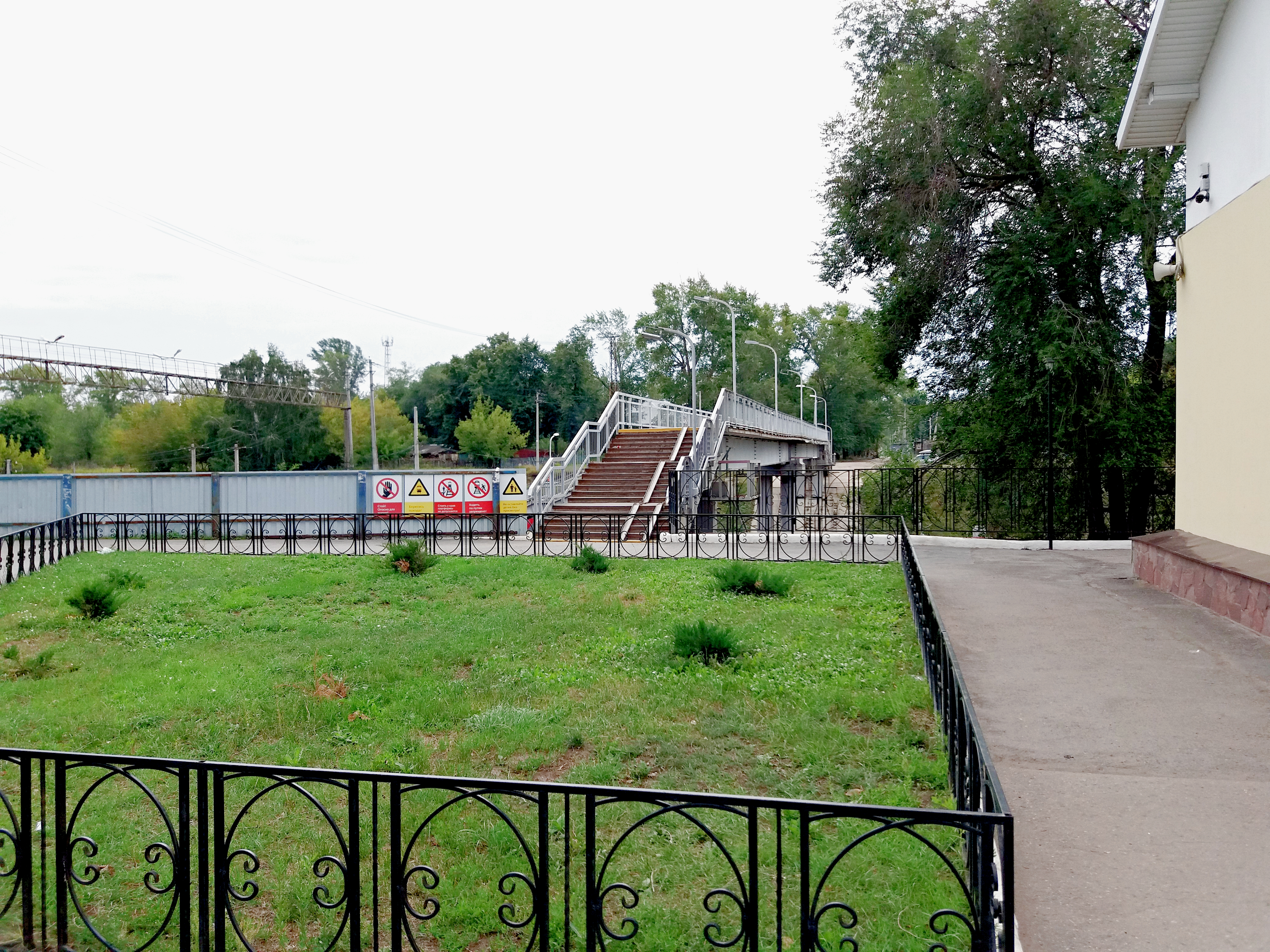
Надземный пешеходный переход над путями станции.
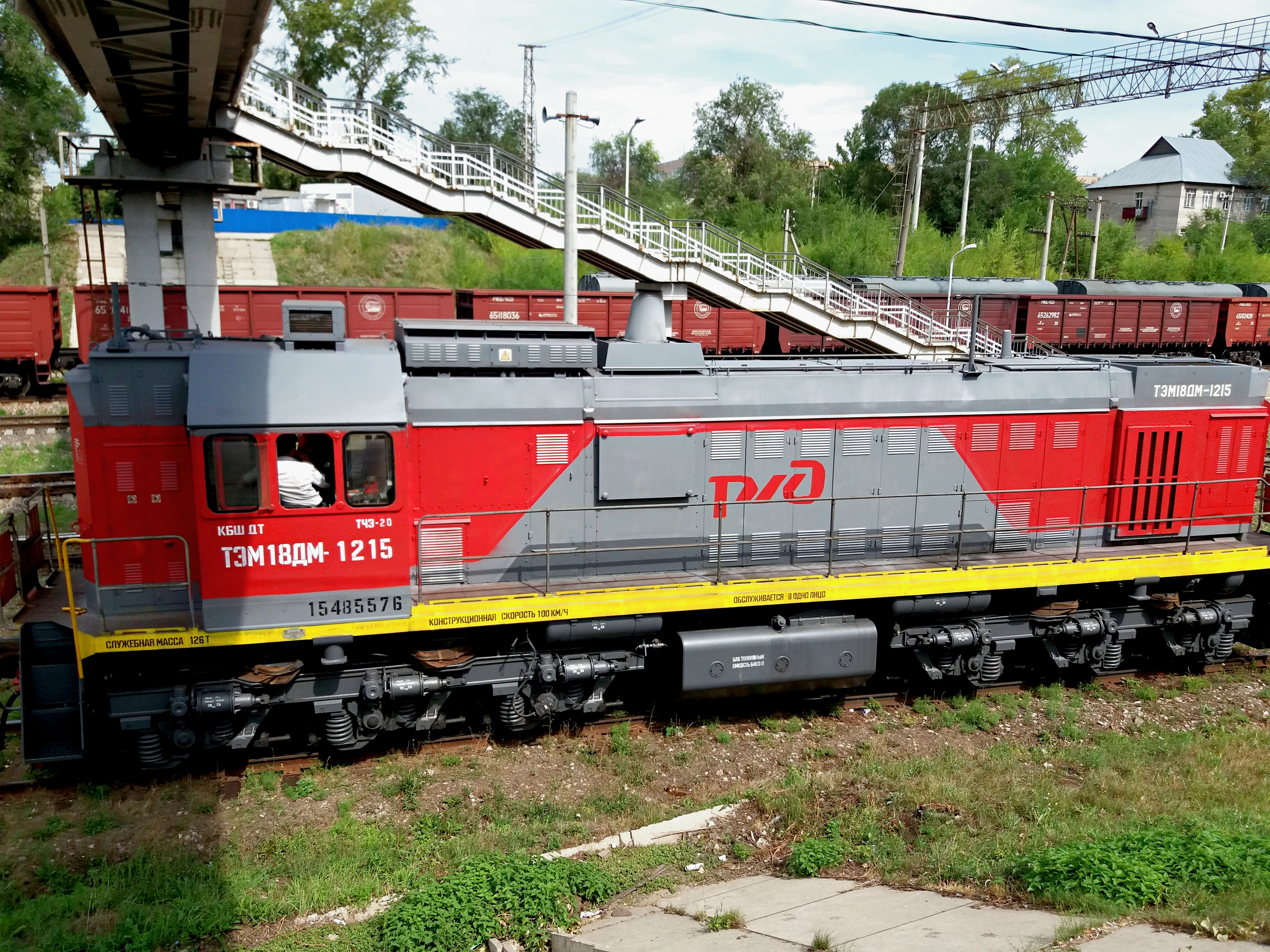
Маневровый тепловоз ТЭМ18ДМ.
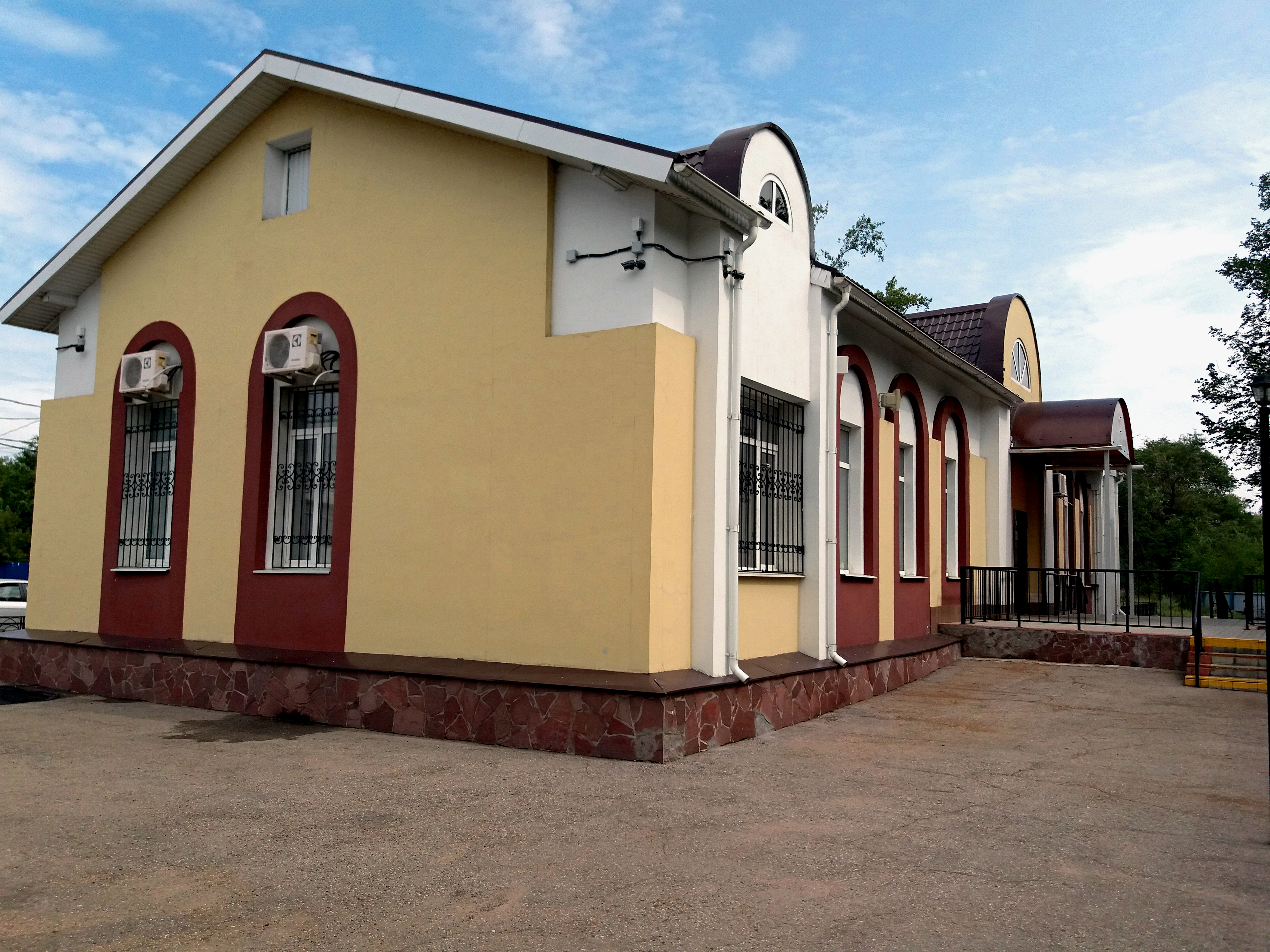
Ж-д вокзал со стороны путей.
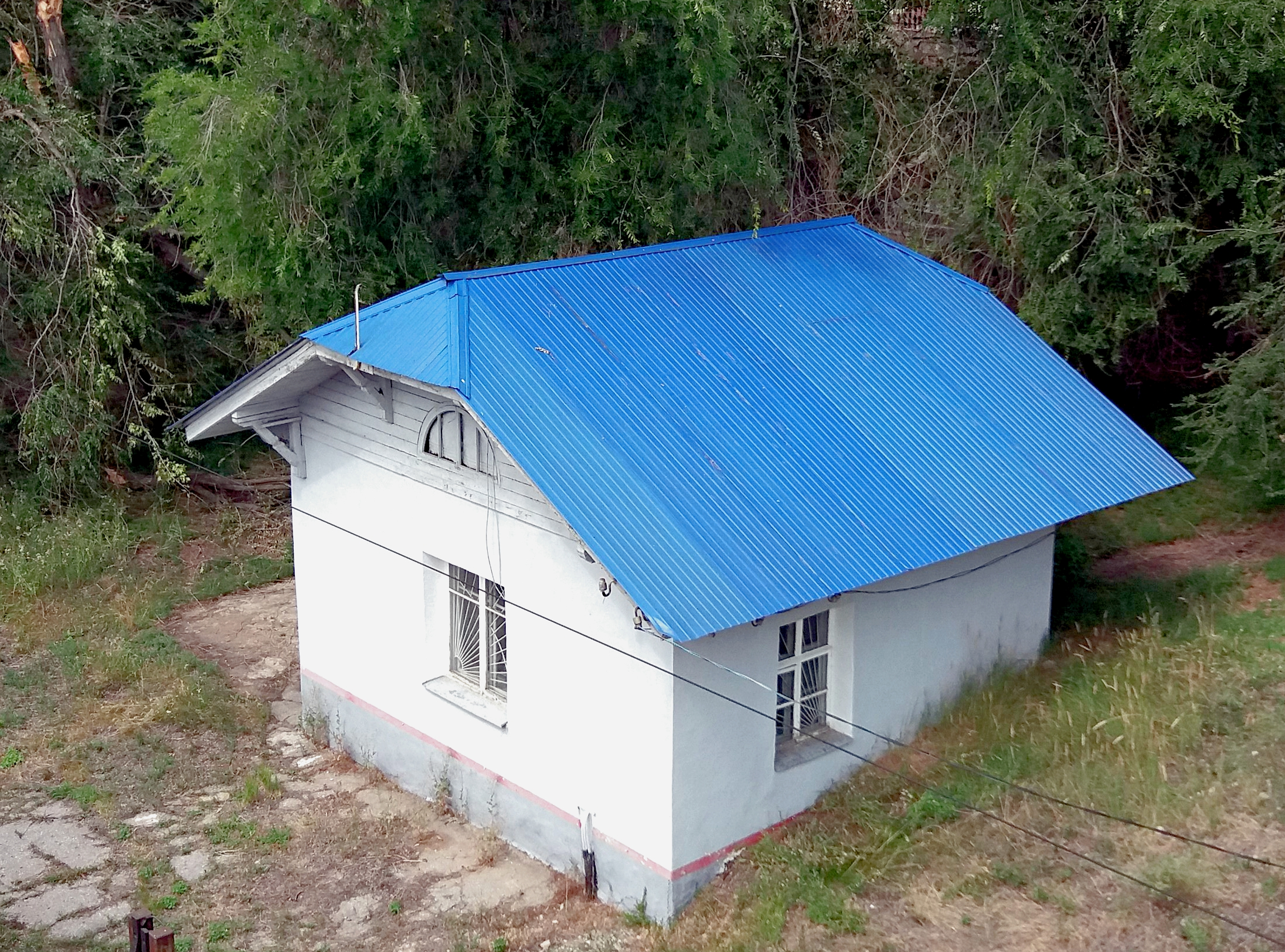
Старая железнодорожная касса.